# قائمة أنواع القنصور
يوجد عدة أنواع من جنس القنصور:	
- قنصور حبشي (الاسم العلمي: Colutea abyssinica)
- قنصور حاد الأوراق (الاسم العلمي: Colutea acutifolia)
- قنصور أفغاني (الاسم العلمي: Colutea afghanica)
- قنصور شجري (الاسم العلمي: Colutea arborescens)
- قنصور شوكي (الاسم العلمي: Colutea armata)
- قنصور أرمني (الاسم العلمي: Colutea armena)
- قنصور أتابييفي (الاسم العلمي: Colutea atabaevii)
- قنصور أطلسي (الاسم العلمي: Colutea atlantica)
- قنصور قصير الأجنحة (الاسم العلمي: Colutea brachyptera)
- قنصور بوساي (الاسم العلمي: Colutea buhsei)
- قنصور كيليكي (الاسم العلمي: Colutea cilicica)
- قنصور ديلافي (الاسم العلمي: Colutea delavayi)
- قنصور جيفاني (الاسم العلمي: Colutea gifana)
- قنصور نحيل (الاسم العلمي: Colutea gracilis)
- قنصور جارمولنكوي (الاسم العلمي: Colutea jarmolenkoi)
- قنصور كوماروفي (الاسم العلمي: Colutea komarovii)
- قنصور متوسط (الاسم العلمي: Colutea media)
- قنصور متعدد الأزهار (الاسم العلمي: Colutea multiflora)
- قنصور نيبالي (الاسم العلمي: Colutea nepalensis)
- قنصور مشرقي (الاسم العلمي: Colutea orientalis)
- قنصور بولسني (الاسم العلمي: Colutea paulsenii)
- قنصور فارسي (الاسم العلمي: Colutea persica)
- قنصور بنفسجي الخطوط (الاسم العلمي: Colutea porphyrogramma)
- قنصور لبدي (الاسم العلمي: Colutea tomentosa)
- قنصور وحيد الزهرة (الاسم العلمي: Colutea uniflora)
- قنصور أسباني (الاسم العلمي: Colutea hispanica)
- قنصور أسود الكأس (الاسم العلمي: Colutea melanocalyx)
- قنصور متوسط الأزهار (الاسم العلمي: Colutea mesantha)
- قنصور دويري (الاسم العلمي: Colutea orbiculata)
- قنصور أسكينومنياني (الاسم العلمي: Colutea aeschinomenoides)
- قنصور رملي (الاسم العلمي: Colutea arenaria)
- قنصور برتقالي (الاسم العلمي: Colutea aurantiaca)
- قنصور زعفراني (الاسم العلمي: Colutea crocea)
- قنصور دورياني (الاسم العلمي: Colutea davurica)
- قنصور مقشر (الاسم العلمي: Colutea excisa)
- قنصور أنبوبي (الاسم العلمي: Colutea fistulosa)
- قنصور فلوريدي (الاسم العلمي: Colutea florida)
- قنصور برودي (الاسم العلمي: Colutea frigida)
- قنصور شجيري (الاسم العلمي: Colutea fruticosa)
- قنصور كبير الأزهار (الاسم العلمي: Colutea grandiflora)
- قنصور حلبي (الاسم العلمي: Colutea halepica)
- قنصور بودرومي (الاسم العلمي: Colutea halicacaba)
- قنصور خشن الأوبار (الاسم العلمي: Colutea hirsuta)
- قنصور رمادي (الاسم العلمي: Colutea incana)
- قنصور جزيري (الاسم العلمي: Colutea insularis)
- قنصور كوناواري (الاسم العلمي: Colutea kunawarensis)
- قنصور خطي (الاسم العلمي: Colutea linearis)
- قنصور طويل الأجنحة (الاسم العلمي: Colutea longialata)
- قنصور أسترالي (الاسم العلمي: Colutea novae-hollandiae)
- قنصور باهت (الاسم العلمي: Colutea pallida)
- قنصور بوكوكي (الاسم العلمي: Colutea pocockii)
- قنصور صلب (الاسم العلمي: Colutea rigida)
- قنصور أحمر (الاسم العلمي: Colutea rubra)
- قنصور ملحي (الاسم العلمي: Colutea salsola)
- قنصور ثلاثي الأزهار (الاسم العلمي: Colutea triflora)
- قنصور ثلاثي الأوراق (الاسم العلمي: Colutea trifoliata)
- قنصور متغير (الاسم العلمي: Colutea variabilis)
- قنصور متغير الألوان (الاسم العلمي: Colutea versicolor)
- قنصور ويتياني (الاسم العلمي: Colutea wightiana)